# Вино в Библии
Вино в Библии — напиток, приготавливаемый преимущественно из винограда (реже из других ягод). Часто упоминается как один из лучших природных даров, данных Богом человеку (Быт. 14:18; Втор. 7:13, 33:28; Пс. 103:15; Ис. 55:1).
Вино употреблялось не только на праздниках и пиршествах (Быт. 14:18; Иоан. 2:3), но было обыкновенным пищевым продуктом; поэтому оно часто упоминается вместе с хлебом (1Цар. 16:20, 25:18; Неем. 5:15).
Слова, переведённые с древних языков на современные как «вино», передаются по крайней мере 10-ю еврейскими и 5-ю греческими словами, в Ветхом и Новом завете. Чтобы понять вид и статус напитка, производится анализ слова, используемого в тексте: лингвистический, семантический, текстологический, контекстуальный и другие.

## Терминология
В Ветхом Завете упоминаются следующие виды вина:
- яин (יין‎ yayin: 134 упоминания в Ветхом Завете) — «вино»[2]
- тирош (תירוש‎ tirosh: 38 упоминаний в ВЗ) — муст или свежий виноградный сок (только что отжатый)[3]. В редких случаях означает ферментированное «новое, сладкое вино»[4]. Также — «молодое вино», «сусло»[2]. В русском синодальном переводе может переводиться[5] как «вино» (Втор. 7:13, 11:14, Неем. 10:39 и др.) или «сок», «виноградный сок» (Суд. 9:13; Ис. 24:7, 65:8; Ос. 9:2; Иоил. 1:10, 2:24; Мих. 6:15; Агг. 1:11). В Библии короля Якова переводится[5] как «wine» (вино), «new wine» (новое вино), «sweet wine» (сладкое вино).
- хемер (חמר‎, chemer: 8 упоминаний в ВЗ) — «красное сладкое вино»[2].
- сикера (שכר‎, shekar: 20 упоминаний в ВЗ, и одно в НЗ, Лк. 1:15) — обычно переводится как «крепкий напиток» (Лев. 10:9). «Аналитический библейский конкорданс[англ.]» Роберта Янга[англ.] определяет сикеру как «сладкий напиток, который насыщает или опьяняет, часто ферментированный» (1. Sweet drink (what satiates or intoxicates, 2. Sweet drink (often fermented) к Лк. 1:15)[6]

Упоминаются и другие наименования пьянящих напитков, происхождение которых остаётся не совсем понятным:
- асис (עסיס‎ asis: 5 упоминаний в ВЗ) — свежий виноградный сок, молодое вино (неперебродившее)[7]. В русском синодальном переводе переводится как «сок» (Песн. 8:2), «молодое вино» (Ис. 49:26), «виноградный сок» (Иоил. 1:5, Амос. 9:13), «вино» (Иоил. 3:18).
- сове (סבא‎ sóve: 3 упоминаний в ВЗ) — в СП один раз переводится как «вино» (Ис. 1:22), в остальных случаях — «пьянство» (Ос. 4:18), «пьяницы» (Наум. 1:10).

терминология в Еврейской Библии
| термин | частота | транслитерация                     | номер Стронга | значение | Септуагинта                                                                                                |
| ------ | ------- | ---------------------------------- | ------------- | --- | --- |
| יין    | 134     | yayin, яин                         | 3196          | «вино» | обычно oinos; также gleukos                                                                                |
| תירוש  | 38      | tirosh, тирош                      | 8492          | «муст»; иногда «вино» «новое вино» или «сладкое вино». Может представлять собой сок на разных стадиях брожения                     | oinos, methusma                                                                                            |
| שכר    | 20      | shekar, шекар                      | 7941          | «крепкий напиток»; | methê («крепкий напиток, пьянство»), methusma, oinos, sikera                                               |
| חמר    | 8       | chemer, хемер; соотв. арам. chamar | 2561, 2562    | «вино»; соответствует идее 'вспенивания' во время брожения. Происходит от корня [hamar] («вскипать»)                               | methê («крепкий напиток, пьянство»), oinos                                                                 |
| עסיס   | 5       | asis, асис                         | 6071          | «сладкое вино» или «новое вино» | glukasmos («сладость, сладкое вино»), methê («крепкий напиток, пьянство») nama, oinos neos («новое вино»), |
| חמץ    | 6       | chomets, хомец                     | 2558          | уксус, произведённый из вина или сброженного напитка, использовался как приправа или слабоалкогольный напиток при разведении водой | omphax («неспелый или кислый виноград»), oxos                                                              |
| שמר    | 4       | shemar, (множ. shemarim), шемар    | 8105          | дрожжи; «вино, которое содержит осадок, соответственно старое вино»                                                                | oinos, trugias («полное осадков»)                                                                          |
| סבא    | 3       | sobhe, сове                        | 5435          | напиток, крепкий напиток, вино | oinos |
| ממסך   | 3       | mamsak, mesekh, месек              | 4469, 4538    | «смешанный напиток», «ароматное вино», «возлияние вина», смесь вина с водой и специями                                             | kerasma («смесь»)                                                                                          |
| מזג    | 1       | mezeg, мезег                       | 4197          | «смесь», «ароматное вино» | krama («смесь, в особенности ароматное вино»)                                                              |

В Септуагинте и Новом Завете, написанных на греческом языке, для обозначения вина и крепких напитков используются пять слов:
| термин  | частота в НЗ | транслитерация | номер Стронга | значение | употребление                                                                                                   |
| ------- | ------------ | -------------- | ------------- | --- | --- |
| οίνος   | 32           | oinos          | 3631          | обычное слово для обозначения вина в Новом Завете и Септуагинте                                                                     | Новый Завет и Септуагинта (соответствует масоретскому yayin, tirosh, chemer, shekar, sobhe, shemarim, и 'asis) |
| γλευκος | 1            | gleukos        | 1098          | молодое, не бродившее вино, сладкое вино; «сладкое вино» или «новое вино», с алкоголем                                              | Новый Завет и Септуагинта                                                                                      |
| σίκερα  | 1            | sikera         | 4608          | заимствование еврейского shekar — «крепкий напиток»                                                                                 | Новый Завет и Септуагинта                                                                                      |
| όξος    | 7            | oxos           | 3690          | уксус, кислое вино; из винограда или других броженных напитков; в смеси с водой представлял дешёвый напиток бедноты и римской армии | Новый Завет и Септуагинта                                                                                      |
| μέθυσμα | -            | methusma       | -             | опьяняющий напиток | только Септуагинта (соответствует масоретскому tirosh в одном случае и shekar в других)                        |

Вино изготовлялось также из фиг и из фиников.
По поводу греческого слова oinos, обширно используемого в Новом Завете (35 раз) и Септуагинте (Ветхий Завет на греческом языке), конгрегационалист доктор теологии Уильям Паттон высказывает мнение, что: «Oinos родовое слово, и, таким образом, включает все виды вина и все стадии сока винограда, и иногда грозди и даже виноградную лозу». Уильям Паттон был последовательным участником движения Воздержания, которое выступало за запрещение алкоголя.
Согласно древнегреческо-русскому словарю И. Х. Дворецкого слово οἶνος означает: 1) вино; 2) брага, пиво.
При написании Септуагинты, еврейское слово tirosh (в русских переводах «вино», «сок», «виноградный сок») по меньшей мере 33 раза переведено на греческий язык словом οίνος, в том числе и в тех случаях, когда речь идёт о виноградном соке (Суд. 9:13; Ис. 24:7; Иоил. 1:10—12; 2:23, 24; Мих. 6:15; Агг. 1:11), то есть приведено к общему значению «вино».

## Общее описание
В древности на Ближнем Востоке производство вина было важной хозяйственной отраслью. Библия упоминает Ноя как первого винодела. Жители Древнего Израиля производили вино не только из винограда, но также из фруктов (предположительно из плодов граната и из фиников), а также ячменное пиво. Виноделие упоминается в целом ряде библейских историй, в частности Втор. 6:11, Втор. 7:13, Втор. 8:8, Иер. 5:17 и др.
Иногда одни и те же древнееврейские или греческие слова на языке оригинала использованы в Библии для одобрения использования вина, в одних ситуациях, или для осуждения использования вина, в других ситуациях. Употребление опьяняющих напитков чаще всего рассматривается как опасное, греховное (2 Цар. 13:28; Прит. 20:1, 21:17; Амос. 4:4, 5; Откр. 17:4). В определённых случаях употребление вина воспрещалось в Ветхом Завете, например Левиты, исполнявшим свои обязанности (Лев. 10:9), а также назореям (Чис. 6:3).[уточнить]
В Новом Завете приводятся случаи использования вина, относительно которых в богословии имеются разногласия. Иисус Христос посетил брак в Кане Галилейской и сотворил чудо претворения воды в вино, умножив таким образом веселие на браке (Ин. 2:1—11). Апостол Павел советует своему ученику Тимофею добавлять немного вина в воду ради болезни желудка (1Тим. 5:23). Например, в Древнем Риме особой популярностью пользовался медовый винный напиток мульсум — напиток тёмно-красного цвета из свежего виноградного сока и мёда в пропорции 4:1. Мульсум способствовал, по представлению римлян, пищеварению, продлял жизнь, в тёплом виде помогал при диарее.[уточнить]
Иосиф Флавий, современник апостолов, говорил: «Священники, во всём уважая чистоту и воздержание /nephalioi, см. 1 Тим. 3:2-3, 11 „трезв“/, не позволят пить вино, когда они носят священнические одежды».

## Вино в Ветхом Завете
В Ветхом Завете (Танахе) вино упоминается во многих эпизодах, в некоторых из них оно играет ключевую роль.
| Текст в Библии      | Сюжет                                                         | Терминология                                         |
| ------------------- | ------------------------------------------------------------- | ---------------------------------------------------- |
| Быт. 9:20—27        | Опьянение Ноя, проклятие Хама                                 | яин (יין), «вино»                                    |
| Быт. 14:18—27       | Мелхиседек благословляет Аврама                               | яин (יין), «вино»                                    |
| Быт. 19:30—38       | Лот и его дочери                                              | яин (יין), «вино»                                    |
| Быт. 27:27—29, 37   | Исаак благословляет Иакова                                    | тирош (תירוש), «вино»                                |
| Быт. 49:11, 12      | Пророчество о Мессии                                          | яин (יין), «вино»                                    |
| Исх. 29:40          | Заповедь о ежедневном жертвоприношении                        | яин (יין), «вино»                                    |
| Лев. 10:9           | Запрет священникам употреблять вино во время служения в храме | яин (יין), «вино»; сикера (שכר), «крепкие напитки»   |
| Лев. 23:13          | Заповедь о празднике первого снопа                            | яин (יין), «вино»                                    |
| Чис. 6:3, 20        | Заповедь об обете назорейства                                 | яин (יין), «вино»; сикера (שכר), «[крепкий] напиток» |
| Чис. 15:5-10, 28:14 | Заповедь о жертвоприношениях                                  | яин (יין), «вино»                                    |
| Чис. 18:12          | Заповедь о священстве левитов                                 | тирош (תירוש), «виноград»                            |
| Чис. 28:7           | Заповедь о жертвоприношениях                                  | сикера (שכר), «вино»                                 |
| Втор. 7:13,11:14    | Благословения и проклятия                                     | тирош (תירוש), «вино»                                |
| Втор. 12:17,14:23   | Заповедь о празднике и вкушении второй десятины               | тирош (תירוש), «вино»                                |
| Втор. 14:26         | Заповедь о празднике и вкушении десятины                      | яин (יין), «вино»; сикера (שכר), «[крепкий] напиток» |
| Втор. 18:4          | Заповедь о десятине                                           | тирош (תירוש), «вино»                                |
| Втор. 28:39         | Благословения и проклятия                                     | яин (יין), «вино»                                    |
| Втор. 28:51         | Благословения и проклятия                                     | тирош (תירוש), «вино»                                |
| Втор. 29:6          | О странствовании в пустыне                                    | яин (יין), «вино»; сикера (שכר), «[крепкий] напиток» |
| Втор. 32:14         | Песнь Моисея                                                  | хемер (חמר), «вино»                                  |
| Втор. 32:33, 38     | Песнь Моисея                                                  | яин (יין), «вино»                                    |
| Втор. 33:28         | Благословение Моисея                                          | тирош (תירוש), «вино»                                |

Псалмопевец, восхваляя Господа, говорит о вине как о Божьем даре:

Ты взращиваешь траву для скота и зелень на пользу человека, чтобы произвести из земли пищу, и вино, которое веселит сердце человека, и елей, от которого блестит лицо его, и хлеб, который укрепляет сердце человека.— Пс. 103:14, 15
Царь Соломон говорит:

Итак иди, ешь с весельем хлеб твой, и пей в радости сердца вино твоё, когда Бог благоволит к делам твоим.— Еккл. 9:7

Пиры устраиваются для удовольствия, и вино веселит жизнь; а за все отвечает серебро.— Еккл. 10:19

Дайте сикеру погибающему и вино огорчённому душою; пусть он выпьет и забудет бедность свою и не вспомнит больше о своём страдании.— Прит. 31:6, 7

## Сохранение вина
Некоторые богословы обращают внимание на тёплый климат Палестины, отсутствие в Библейские времена современных технологий хранения фруктов и соков, и на этом основании утверждают, что упоминаемые в Библии вина однозначно были брожёными и содержали значительное количества алкоголя.[уточнить] С другой стороны, Колумелла, известный римский агроном, живший в 1-м веке по Рождеству Христа, в своём трактате «О земледелии» описывает различные методы, применяемые для сохранения разнообразных продуктов, как свежих фруктов, так и непереброженного виноградного сока и броженого вина.

## Иудаизм
Согласно Электронной еврейской энциклопедии, вино играло важную роль в обрядах храмового богослужения и возливалось на жертвенник почти при каждом жертвоприношении. Талмудические авторитеты считали, что употребление вина в умеренном количестве возбуждает аппетит и полезно для здоровья. Четыре бокала вина положено выпить во время пасхального седера, два бокала на свадьбе и один на церемонии обрезания. Бокал вина и произносимая над ним бенедикция являются символом торжественности в этих случаях.
В иудаизме принято особо выделять виноградное вино, отличать его от всех других напитков, включая невиноградные вина и соки фруктов и овощей. Перед употреблением вина читается специальная бенедикция: «Благословен Ты, Господь Бог наш, царь Вселенной, сотворивший плод виноградный», тогда как перед питьём иных напитков произносится иная бенедикция: «… словом Которого всё создано».

## Новый Завет
- Брак в Кане Галилейской (Ин. 2:1—11) — Иисус Христос превращает воду в высококачественное вино.
- Тайная вечеря — Христос пьёт вино с апостолами и говорит, что отныне не будет пить от плода виноградного до того дня, пока не будет пить с ними новое вино в Царствии Небесном (Мф. 26:29, Мк. 14:25, Лк. 22:18).
- Апостол Павел, с одной стороны, наставляет не упиваться вином (Еф. 5:18) и предупреждает, что пьяницы «Царства Божия не наследуют» (1Кор. 6:9), а с другой, в послании к своему ученику апостолу Тимофею рекомендует ему употреблять немного вина в лечебных целях (1Тим. 5:23).